# Palais Foscari Contarini
Le palais Foscari Contarini est un édifice de style Renaissance situé à Venise, dans le sestiere de Santa Croce (NA 713-714), face au Grand Canal, près du pont des Déchaussés et du palais Adoldo.

## Histoire
Construit au XVIe siècle c'est un édifice architectural en forme de U, qui a subi diverses modifications au cours des siècles. En 1951, il a été acheté par l'INAIL (l'Institut national italien pour la prévention des accidents du travail), qui a assuré sa restauration. Son caractère Renaissance se traduit notamment par la façade droite présentant de belles arcades loggiate au premier étage. Sur le côté gauche vers le canal, plus dépouillé, s'ouvrent trois fenêtres dans un encadrement en pierre avec balustrade, présentant une série d'arcs en plein cintre.